# Hrvatska škola preživljavanja i outdoor-a
Hrvatska Škola preživljavanja i outdoor-a (poznata i kao Extreme Survive) je prva škola preživljavanja i outdoor-a u Hrvatskoj.

## Povijest škole
Hrvatska Škola preživljavanja i outdoor-a (Extremesurvive) osnovana je 2008. godine. Osnivač i voditelj škole je Boris Stermotić, certificirani instruktor ekspert AICS-a, talijanskih športskih saveza preživljavanja te Honoris Causa SIWA - Survival Instructors World Association.
Godine 2009. Hrvatska Škola preživljavanja i outdoor-a širi svoje djelovanje te tako postaje Hrvatska Udruga za promicanje preživljavanja (HUPP).

## Općenito
Djelatnost škole obuhvaća odgoj i podučavanje ljudi vještinama preživljavanja u prirodi. Osnovna područja su:
- preživljavanje
- preživljavanje u pustinji
- preživljavanje na planinama
- preživljavanje na moru i obali
- preživljavanje u zimskim uvjetima
- samo realizacija putem prirode (wilderness self reliance)
- terapija u prirodi
- timski rad
- izvorna znanja našeg podneblja

## Dostignuća
- Godine 2008. Hrvatska Škola preživljavanja i outdoor-a pokreče Prvi forum preživljavanja, bushcrafta, pustolovine i prirode (poznat kao Forum Preživljavanja).
- Godine 2009. Hrvatska Škola preživljavanja u suradnji s FKMD Maniago iz Italije realizira dva noža za preživljavanje FX-9CM05BT i FX-9CM04BT (poznati kao EXTREME TACTICAL KUKRI)
- Godine 2010. Hrvatska Škola preživljavanja i outdoor-a formira Survivors Club.
- Godine 2011. Hrvatska Škola preživljavanja i outdoor-a započinje sa Školom instruktora preživljavanja.
- Godine 2012. Hrvatska Škola preživljavanja i outdoor-a formira Školu preživljavanja za mlade - Bosonogi.
- Godine 2014. Hrvatska Škola preživljavanja i outdoor-a formira IOF - International Outdoor Federation.
- Godine 2017. Hrvatska Škola preživljavanja i outdoor-a postaje priznata od strane SIWA - Survival Instructors World Association

## Vanjska poveznica
Hrvatska Škola preživljavanja i outdoor-a
Forum preživljavanja
Bosonogi  Arhivirana inačica izvorne stranice od 25. prosinca 2014. (Wayback Machine)
IOF  Arhivirana inačica izvorne stranice od 9. travnja 2011. (Wayback Machine)
FKMD Kukri  Arhivirana inačica izvorne stranice od 25. prosinca 2014. (Wayback Machine)